# Mario (Camaleunti)
Mario è il secondo album in studio dei Camaleunti.

## Il disco
L'album contiene, tra le altre, Giapponesi Giapponesi, canzone con cui il gruppo ha vinto il festival di Sanscemo del 1991 a pari merito con i Powerillusi; questo brano viene inoltre inserito dalla Polygram nella compilation di quell'edizione di Sanscemo.
In Polifemo aveva i Ray-Ban vi è una citazione de Il geghegè di Rita Pavone.
Tutte le canzoni sono firmate da Valerio Gualandi per i testi e da Roberto Padovan per le musiche; il retro di copertina, però, riporta questa scritta: <<Tutti i pezzi sono scritti e composti da Peter Gabriel, Bob Dylan e Sting, ad eccezione di quelli segnalati con l'asterisco che sono dei Camaleunti>> (ovviamente tutti i brani sono contrassegnati dall'asterisco).

## Formazione
- Marco Giecson: voce solista, tamburello
- Biagio Julio Cinquetti Bandini: cori e voci varie
- Mauro Baldan Bembo: batteria
- Claudio Badal Bimbo: pianola, organo
- Stefano BB Krin: chitarra elettrica
- Paolo Sesto: basso

## Tracce
LATO A
1. Ragazzo metropolitano
2. Caino cha cha cha
3. Vibrazioni
4. Torna a casa lessico
5. Polifemo aveva i Ray-Ban

LATO B
1. Joseph il Cow-Boy
2. Uovo sodo sdraio granchio sad song
3. Giapponesi giapponesi
4. Toga party
5. Giochi senza frontiere